# Burg Sismondo

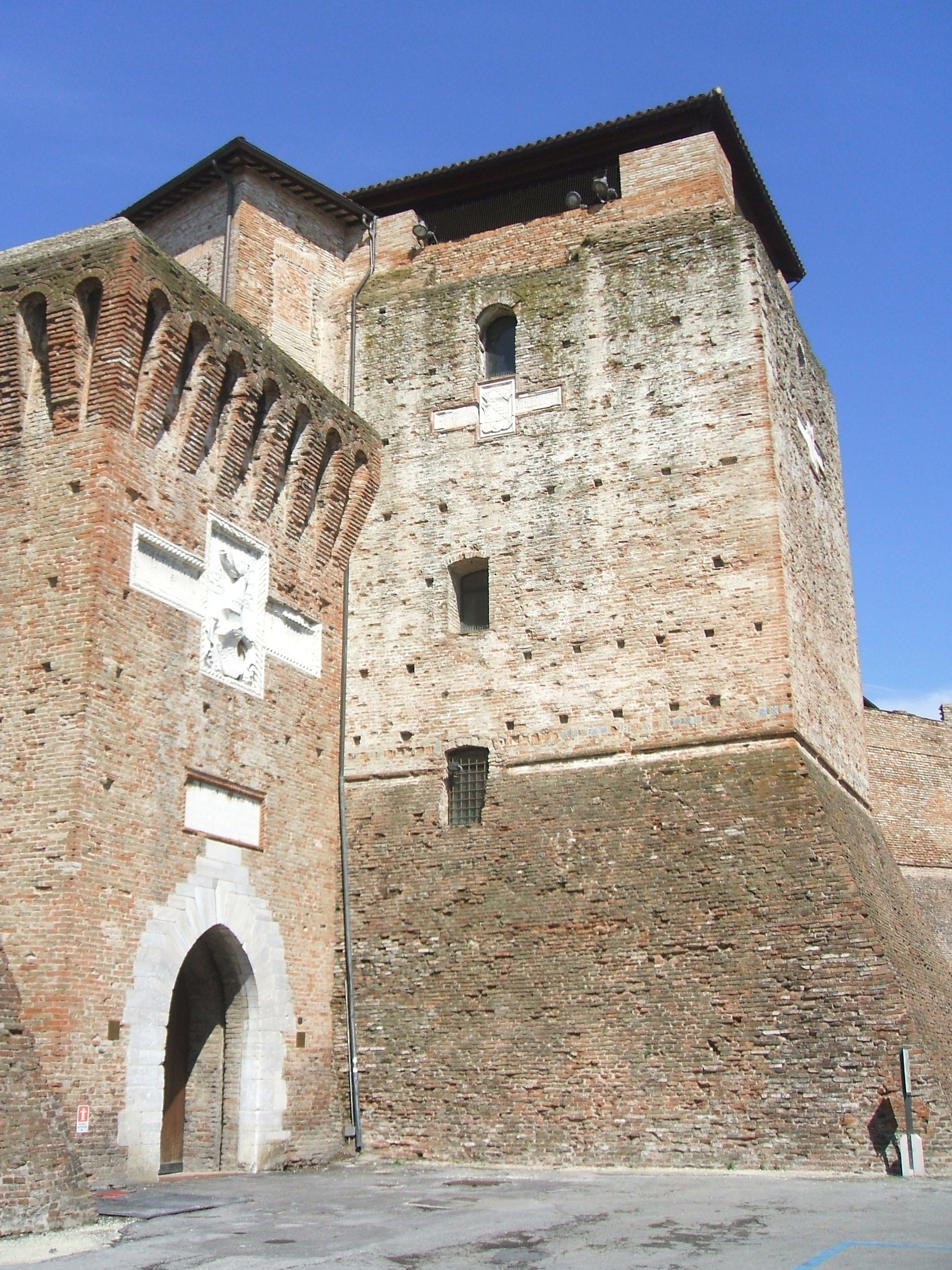
Burg Sismondo

Burg Sismondo, auch Rocca Malatestiana genannt, ist eine Burg in Rimini in der italienischen Region Emilia-Romagna.
Vom Originalbau, am 20. März 1437 vom Herrscher von Rimini Sigismondo Malatesta begonnen, ist heute nur noch der zentrale Kern erhalten, der ursprünglich von einer weiteren Runde von Mauern und einem Wassergraben umgeben war. Nach zeitgenössischen Chroniken soll Malatesta die Burg selbst entworfen haben. Es ist jedoch bekannt, dass mehrere Architekten am Bau beteiligt waren, darunter Filippo Brunelleschi, der 1438 zwei Monate in Rimini tätig war. Der Bau der Burg dauerte 15 Jahre.
Im ursprünglichen Zustand war die Burg von einem Ravelin umgeben, der am Haupttor das Wappen der Adelsfamilie Malatesta trug. Die Wände sollen dick genug gewesen sein, um allen in Europa damals bekannten Geschützen standzuhalten. Obwohl die Burg ursprünglich außerhalb der Stadt gebaut worden war, waren alle Türme stadtwärts gerichtet. In der älteren Forschung wurde dies oft in Zusammenhang mit dem gängigen Bild Sigismondos Malatestas als eines Despoten gesehen, der in ständiger Angst vor einer Erhebung der Bevölkerung gegen ihn lebte. Helen Ettlinger konnte dies jedoch widerlegen und zeigen, dass das Castel tatsächlich eine sehr effektive Maßnahme zur Verteidigung der Stadt nach außen darstellte und unter Einbeziehung der neuesten technischen Innovationen der Zeit im Festungsbau gestaltet wurde.
Der zentrale Teil der Burg war die Residenz des Herrschers und die Zimmer mit Teppichen, Vorhängen und Fresken geschmückt.
Sigismondo Pandolfo Malatesta starb hier im Jahre 1468.
Im Jahre 1821 wurde die Burg in eine Kaserne für die Carabinieri umgewandelt. Fünf Jahre später wurden die Außenwände abgerissen und der Graben verfüllt. Heute wird das Gebäude für Ausstellungen genutzt.